# Petrelaea varia
Petrelaea varia är en fjärilsart som beskrevs av Lambertus Johannes Toxopeus 1929. Petrelaea varia ingår i släktet Petrelaea och familjen juvelvingar. Inga underarter finns listade i Catalogue of Life.